# Church House Trust
Church House Trust ist eine britische Privatbank, die 1978 in Yeovil gegründet wurde. Im Januar 2010 wurde sie von Virgin Money übernommen und firmiert seitdem unter Virgin Bank Ltd.

## Geschichte
1978 wurde Church House Trust gegründet. Der Name leitet sich von dem Queen Anne House, gegenüber der St. John’s Parish Church im Zentrum von Yeovil, ab. Das Queen Anne House hatte Nathaniel Batten in den 1720er Jahren erworben. Aus dem Gebäude zog Church House Trust im Jahr 1999 in ein neugebautes Gebäude.

### Übernahme durch Virgin Money
Am 8. Januar 2010 gab Virgin Money bekannt, dass Church House Trust plc. für 12,3 Millionen £ übernommen wird. Durch den Kauf bekommt Virgin Money Zugang zum Bankenmarkt. Church House Trust wird unter Virgin Bank Ltd. fortgeführt. Gleichzeitig wurde die Eigenkapitalbasis um 37,7 Millionen £ gestärkt.